# Stangeria eriopus
Stangeria eriopus är en kärlväxtart som först beskrevs av Gustav Kunze, och fick sitt nu gällande namn av Henri Ernest Baillon. Stangeria eriopus ingår i släktet Stangeria och familjen Stangeriaceae. IUCN kategoriserar arten globalt som sårbar. Inga underarter finns listade i Catalogue of Life.

## Bildgalleri

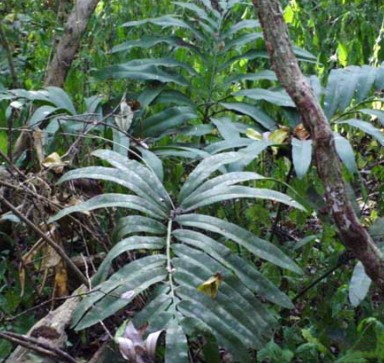
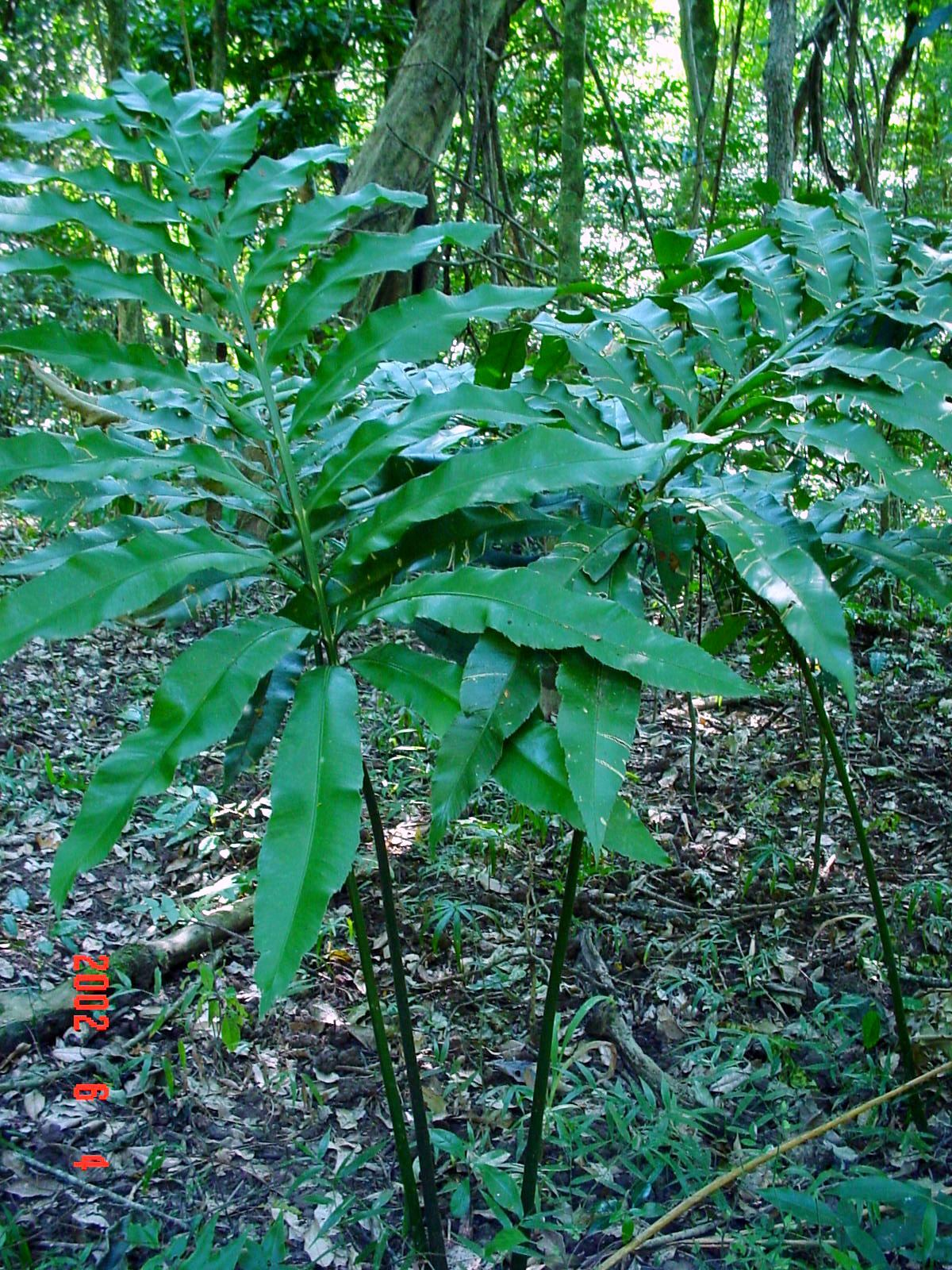
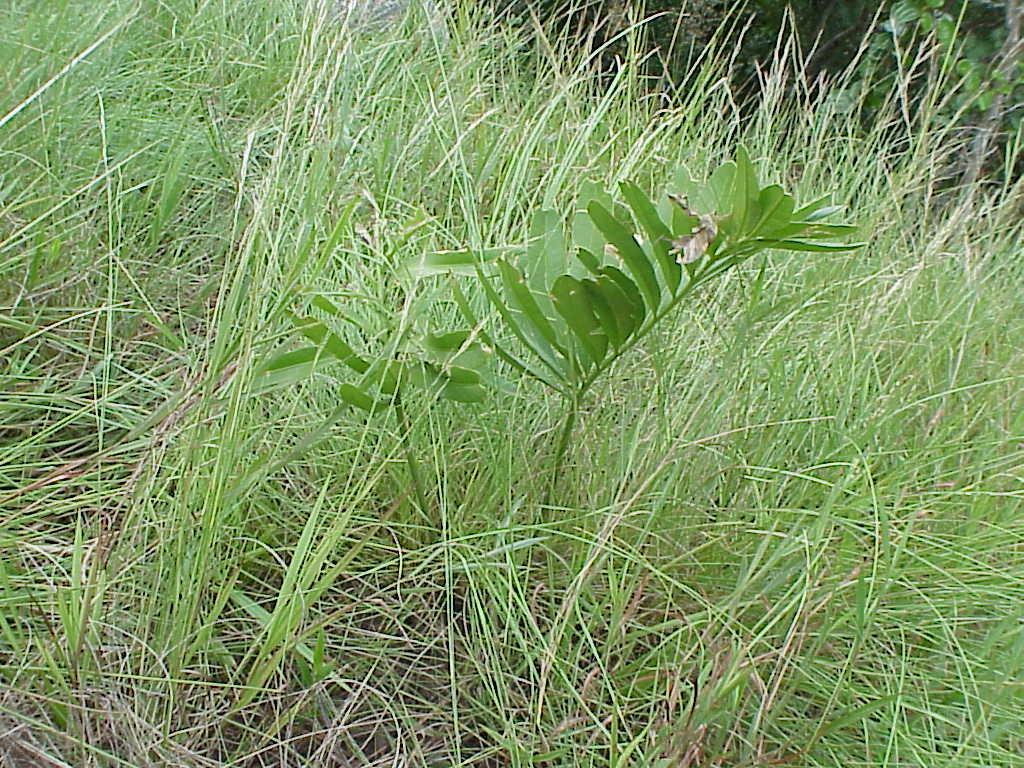
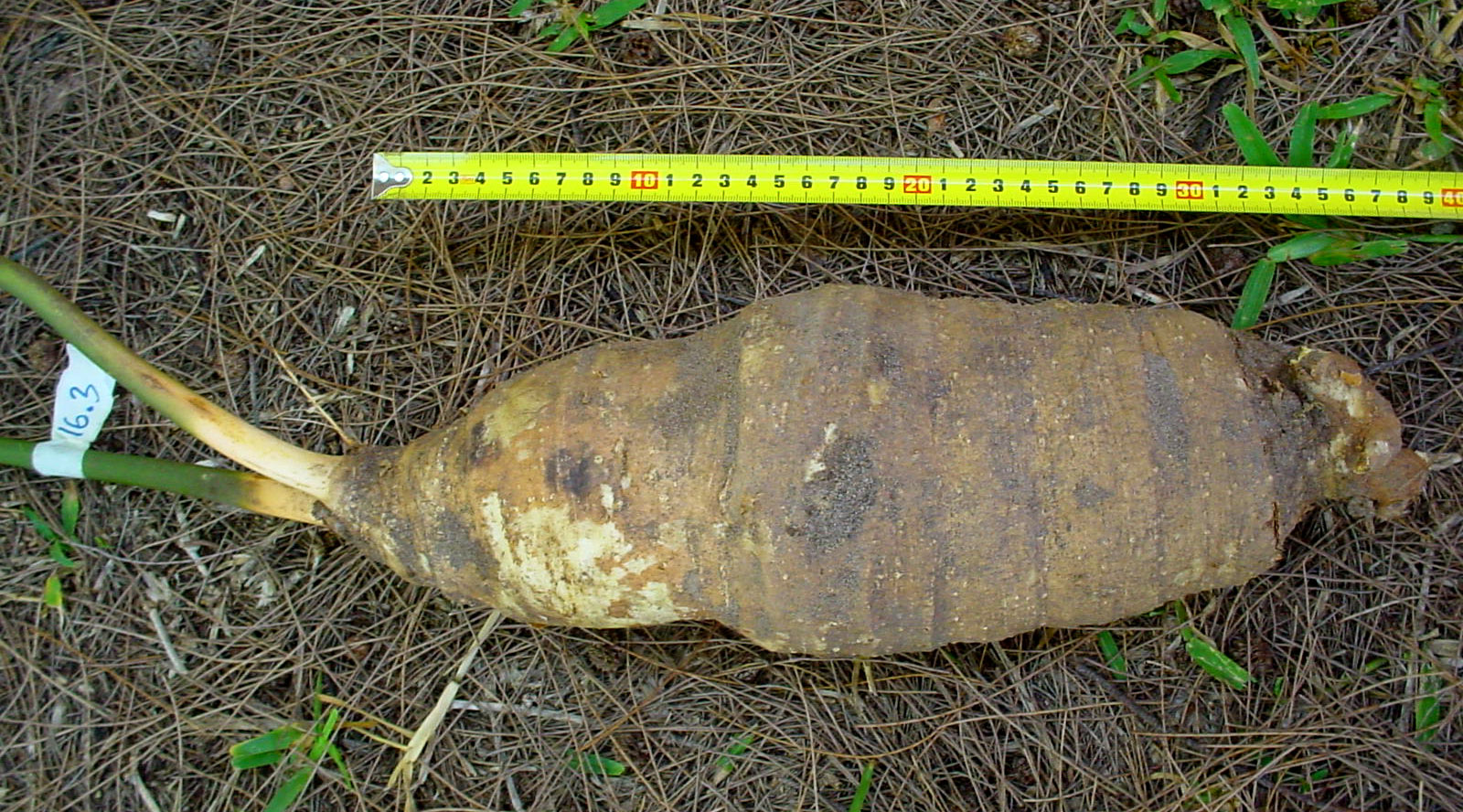
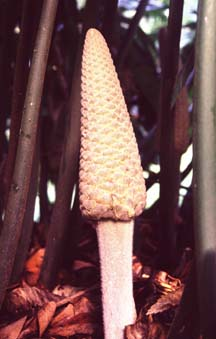
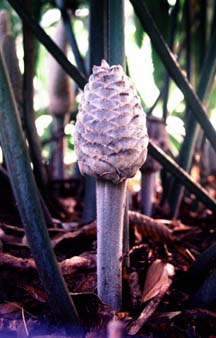